# Midchat Szakirow
Midchat Zakirowicz Szakirow (ros. Мидха́т Заки́рович Шаки́ров, ur. 22 września?/5 października 1916 w Ufie, zm. 1 maja 2004 tamże) – Baszkirski i radziecki polityk, działacz partyjny, Bohater Pracy Socjalistycznej (1981).

## Życiorys
Pracował jako ślusarz w ufijskim zakładzie remontu parowozów, w 1941 ukończył studia w instytucie inżynieryjnym w Bieżycy (obecnie część Briańska), po czym był kolejno inżynierem, starszym inżynierem, zastępcą głównego mechanika, głównym mechanikiem i szefem produkcji w ufijskiej fabryce. Później został głównym inżynierem Ministerstwa Przemysłu Lokalnego Baszkirskiej ASRR, od 1947 sekretarz lenińskiego komitetu rejonowego WKP(b) w Ufie, 1948-1963 był dyrektorem fabryki przyborów geofizycznych w Ufie, głównym inżynierem i zastępcą zarządcy trustu „Nieftieprowodmontaż”. Od 1963 funkcjonariusz partyjny, 1963-1969 I sekretarz Komitetu Miejskiego KPZR w Ufie, od 15 lipca 1969 do 23 czerwca 1987 I sekretarz Baszkirskiego Komitetu Obwodowego KPZR, 1971-1989 członek KC KPZR, od 1987 na emeryturze. Deputowany do Rady Najwyższej ZSRR od 7 do 11 kadencji, 1970-1987 członek Prezydium Rady Najwyższej ZSRR. Deputowany do Rady Najwyższej Baszkirskiej ASRR i członek jej Prezydium.

## Odznaczenia i medale
- Medal Sierp i Młot Bohatera Pracy Socjalistycznej (23 lutego 1981)
- Order Lenina (sześciokrotnie – 1961, 1964, 1971, 1976, 1981 i 1986)
- Order Czerwonego Sztandaru Pracy (dwukrotnie – 1958 i 1961)